# Fortress Investment Group
Fortress Investment Group LLC es una compañía de capital inversión con sede en Nueva York. Fundada en 1998 por Wesley R. Edens, Rob Kauffman y Randal Nardone, empezó a cotizar en la Bolsa de Nueva York el 9 de febrero de 2007. En febrero de 2017, SoftBank la adquirió por $3.300 millones.

## Historia
Fortress Investment Group LLC fue fundada en 1998 por Wesley R. Edens, exsocio de BlackRock; Rob Kauffman, director ejecutivo de UBS; y Randal A. Nardone, director ejecutivo de UBS. El grupo se expandió rápidamente entres fondos de inversión, inmuebles relacionados con inversiones y títulos de deuda, dirigido por Michael Novogratz y Pete Briger, ambos exsocios de Goldman Sachs, y cotizó en la Bolsa de Nueva York el 9 de febrero de 2007.
En 2014, Fortress Investment Group fue nombrada empresa de fondos de inversión del año por HFMWeek. En otoño de 2014, se unió al grupo Jeff Feig, anteriormente responsable de divisas en Citigroup. Sin embargo, Feig salió del fondo en julio de 2015. Según la firma Novogratz, los cambios en el grupo serían mayores a finales de 2015. A 30 de junio de 2016, Fortress Investment Group tenía cuatro fondos activos por un total de aproximadamente $70.200 millones de dólares de activos bajo gestión: capital inversión, crédito, mercados líquidos y gestión de activos.
El 14 de febrero de 2017, SoftBank adquirió Fortress Investment Group LLC por $3.300 millones. La adquisición se completó en la última semana de diciembre de 2017. El 3 de enero de 2018, se informó de que el grupo estudiaba vender su participación en OneMain a Apollo Global Management. El acuerdo fue cerrado el 5 de enero, con una participación de Värde Partners en la compra.

## Cartera de empresas
En su corta historia, Fortress ha adquirido empresas como Aircastle Limited, Alea Group Holdings (Bermuda) Ltd., AMRESCO, Boxclever, Capstead Mortgage Corporation, CW Financial Services, Eurocastle Investment Limited, Flagler, Florida East Coast Railway, GAGFAH, GateHouse Media, Inc., Global Signal, Inc., Green Tree Servicing LLC, Holiday Retirement, Intrawest, Italfondiario, Kramer Junction, Mapeley Limited, MBS Holdings, MS Hub, Nationstar Mortgage LLC, Penn National Gaming, Inc., Prime Retail, RailAmerica, RESG, Seacastle Inc., Simon Storage, Springleaf Financial and Umami Burger.
El 21 de enero de 2014, Fortress ganó la puja por los activos de Montreal, Maine and Atlantic Railway, una línea de trenes en bancarrota tras el descarrilamiento de un tren fuera de control cargado con petróleo en el centro histórico de Lac-Mégantic, Quebec. La venta se completó el 15 de mayo de 2014, por $ 15.850 millones.

## Controversias

### Intrawest
En 2006, Fortress adquirió Intrawest en una compra apalancada. Tres semanas antes de la apertura de los Juegos Olímpicos de Vancouver 2010, Fortress no pudo hacer efectivo el pago de su préstamo, lo que provocó que sus acreedores se hiciesen con la compañía.

### Patentes
Fortress Investment Group respaldó a un grupo de patentes alemán, IPCom GmbH & Co. KG, famoso por demandar a Nokia por infracción de patentes por una suma de $ 17.770 millones en 2008. Muchas de las patentes de IPCom han sido invalidadas por los tribunales y han supuesto millones de dólares en costos legales.

### Villa olímpica
Fortress Investment Group fue el principal prestamista de Millennium Development Group para la construcción de la Ciudad Olímpica de False Creek por $ 875 millones con motivo de los Juegos Olímpicos de Vancouver 2010. La crisis financiera de 2008 situó a Fortress Investment Group, al parecer, al borde de la bancarrota. En consecuencia, Fortress no pudo proporcionar más dinero a Millennium, lo que obligó a la Ciudad de Vancouver a pagar aproximadamente $ 450 millones (CAD) para completar el proyecto a tiempo. La Ciudad de Vancouver solicitó y recibió la aprobación legislativa de la Provincia de Columbia Británica para pedir prestado todo el dinero que era necesario para permitir que el proyecto se completara. La ciudad olímpica se terminó en noviembre de 2009, y Fortress Investment se convirtió en el propietario de la misma tras los Juegos Olímpicos de Invierno de 2010.

## Personas clave
- Randal A. Nardone: CEO, co-founder, principal[35]
- Wesley R. Edens: co-founder, principal
- Peter L. Briger: principal[36]

### Junta directiva
- Wesley R. Edens: co-chairman
- Peter L. Briger: co-chairman
- Randal A. Nardone
- David B. Barry
- Douglas L. Jacobs
- Michael G. Rantz
- George W. Wellde, Jr.